# Kappargaon, Homnabad
Kappargaon là một làng thuộc tehsil Homnabad, huyện Bidar, bang Karnataka, Ấn Độ.